# Alemannia
Alamannia o Alemannia oppure Alemagna o Alamagna fu il territorio abitato dagli Alemanni dopo che essi avevano attraversato limes germanicus, insieme al popolo germanico dei Suebi o Svevi, ed erano penetrati entro i confini dell'Impero romano, stabilendosi nella provincia romana della Germania Superior nel 213 e successivamente anche nella provincia della Raetia Curiensis.
In virtù di questo nuovo stanziamento di popolazioni, l'area assunse il nome di Alemannia tra il VI e il X secolo mentre il termine Svevia è spesso usato per indicare la regione tra il X e il XIII secolo e ancora è usato per indicare la regione nel periodo storico su citato.
La regione storica dell'Alemannia occupava un'area che si estendeva dal lago di Costanza alla Foresta Nera, incluso il corso superiore del Reno e una parte dell'altopiano svizzero tra il Giura e le Alpi. Oggi essa è divisa tra quattro differenti nazioni: Francia (l'Alsazia), Germania (Svevia e parte della Baviera, con Augusta), Svizzera (dalla zona di Basilea al lago di Costanza) e Austria (il Vorarlberg).

## Regno degli Alemanni

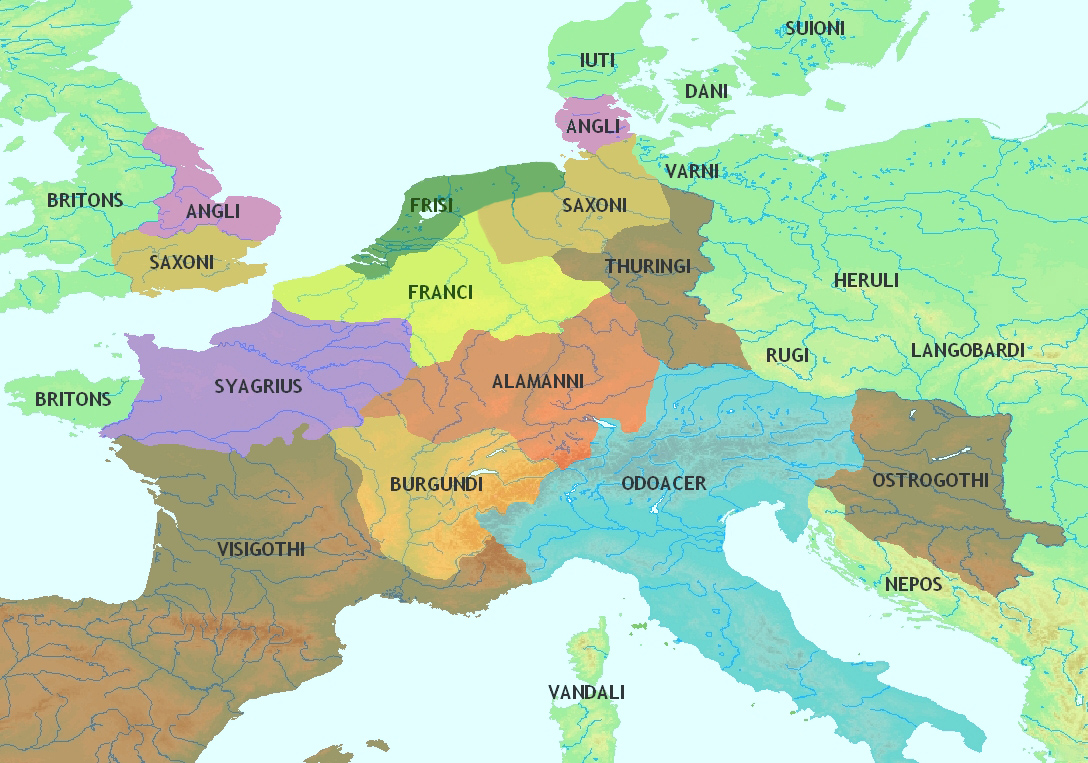
L'Europa nella seconda metà del V secolo.

A seguito della decadenza di Roma, gli Alamanni si organizzarono in una confederazione, che in seguito fu retta da sovrani indipendenti, sino al 496, anno in cui gli Alamanni furono sconfitti nella battaglia di Tolbiac dal re dei Franchi Clodoveo I, che li costrinse ad abbandonare la sponda sinistra del Reno. Al contrario di quanto sarebbe successo al Regno dei Turingi, la loro annessione diretta venne scongiurata dalla protezione garantita loro dal re degli ostrogoti Teoderico il Grande. Dopo la morte di quest'ultimo, il regno degli Alamanni fu nuovamente attaccato dai re dei Franchi d'Austrasia Teodorico I e Teodeberto I, che nel 539 lo trasformarono in un ducato tributario dei re d'Austrasia.

## Ducato degli Alemanni

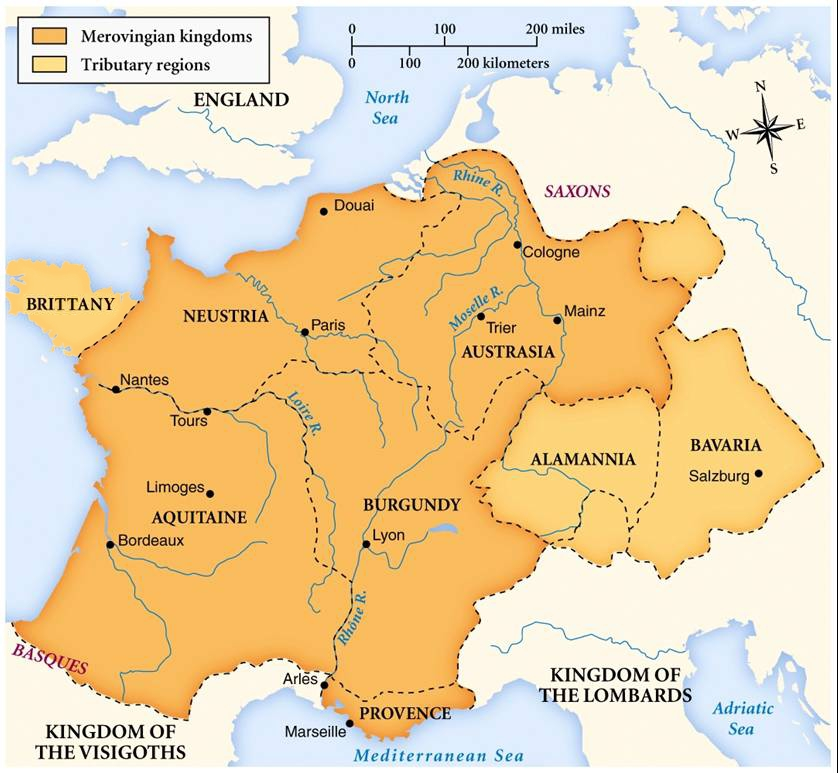
I regna dei Merovingi e i loro tributari tra la fine del VI e l'inizio dell'VIII secolo.

L'Alamannia fornì truppe ausiliarie all'esercito dei Franchi e fu governata da duchi di origine franca.
Nel 639, dopo la morte del re merovingio Dagoberto I, il ducato degli Alamanni, come il ducato dei Bavari, il Ducato d'Aquitania, e il Ducato di Bretagna, sciolse il suo legame con il regno dei Franchi e raggiunse l'indipendenza sino alla prima metà dell'VIII secolo, quando gli Arnolfingi, in qualità di Maggiordomi di palazzo, ridussero il ducato degli Alamanni nuovamente a un territorio tributario del regno dei Franchi. Infatti tra il 709 e il 712, Pipino di Herstal combatté contro Lantfrido, il duca degli Alamanni che aveva fatto redigere un primo codice di leggi, le Lex Alamannorum. Nel 743 Pipino il Breve e Carlomanno condussero una campagna per reprimere una ribellione condotta dai nobili alemanni contro il dominio franco. Nel 746 Carlomanno finse di voler trovare una pacificazione e convocò il concilio di Cannstatt, dove la maggioranza dei nobili alamanni furono convocati e, con l'inganno, fatti prigionieri, condannati a morte per tradimento e giustiziati. Da quel momento l'Alamannia divenne una provincia del regno franco.

## Regno di Alemannia
Nel periodo carolingio il regno di Alemannia fu governato direttamente dalla famiglia reale, alla morte di Pipino il Breve, fu assegnata al figlio Carlomanno I e, dopo la morte di quest'ultimo (771), andò a Carlo Magno, che la governò assieme al figlio secondogenito, Carlo, dal 784 sino alla morte del figlio (811).
Alla dieta di Aquisgrana (817), il regno di Alemannia toccò a Lotario I, il futuro imperatore, ma alla dieta di Worms dell'829, l'Alemannia fu destinata all'ultimo figlio di Ludovico il Pio, Carlo il Calvo, con il titolo di duca in sottordine al fratello Lotario. Comunque, durante il regno di Ludovico il Pio, vi furono nuovamente ambizioni di indipendenza che portarono a degli scontri, specialmente nell'830. La pace che seguì, portò ad una diminuzione del potere del co-imperatore Lotario e vantaggi territoriali ai tre fratelli, Pipino I di Aquitania, Ludovico II il Germanico e Carlo il Calvo che, oltre all'Alemannia, ricevette la Provenza, la Borgogna e la Gotia. L'Alemannia continuò ad essere contesa e Ludovico il Germanico la invase due volte, nell'832 e nell'838.
Con il Trattato di Verdun dell'843, che rappresentò la terza e ultima divisione, seguita alla morte di Ludovico il Pio, il regno di Alemannia entrò a far parte del regno dei Franchi Orientali, affidato al terzogenito di Ludovico il Pio, Ludovico II il Germanico. E, alla sua morte passò al figlio, Carlo il Grosso, ma dopo la deposizione di Carlo il Grosso (887), il regno d'Alemannia, in quanto parte del regno dei Franchi Orientali, fu ancora governato dai carolingi per circa un ventennio, prima Arnolfo di Carinzia e poi il figlio, Ludovico IV il Fanciullo. Nel 909, gli Ungari devastarono l'Alamannia, dopo aver invaso la Carinzia, la Sassonia e la Turingia e nel 911, quando Ludovico IV il Fanciullo morì senza eredi, si ebbe una discontinuità dell'autorità centrale, che portò ad un rafforzamento dei ducati locali.

## Ducato di Svevia
Dal X secolo, periodo in cui la regione cominciò a essere chiamata Ducato di Svevia, il ducato aumentò d'importanza e suoi governanti si affermarono come membri della più alta aristocrazia tedesca, il cui supporto risultava cruciale per chiunque volesse essere eletto re di Germania. Infine, la dinastia dei duchi di Svevia riuscì a regnare sul Sacro Romano Impero con l'elezione di Federico I di Hohenstaufen.